# 陸宗輿
陸 宗輿（りく そうよ）は、清末民初の政治家・外交官。北京政府・安徽派の要人で、曹汝霖とともに「新交通系」の指導者と目される。五四運動の際には、その親日的な施策・姿勢から、学生や世論の批判の対象となった。字は閏生、潤生。

## 事績

### 清末の活動
商人の家庭に生まれる。1896年（光緒22年）、南京文正書院に入学し、張謇に師事した。1899年（光緒25年）、自費により日本に留学し、早稲田大学高等師範部法制経済科で学んだ。1902年（光緒28年）に帰国し、北京で税務管理を担当する。さらに進士館と警官学堂で教習（教官）に任じられた。
1905年（光緒31年）、徐世昌が巡警部尚書に就任すると、陸宗輿は巡警部主事として起用されている。同年冬、載沢らの海外憲政考察に参賛として随従した。1907年（光緒33年）、東三省が創設され、徐世昌が初代東三省総督となると、陸もこれに随従し、奉天洋務局総弁兼管東三省塩務に任じられた。
1908年（光緒34年）、候補四品京堂に昇格する。翌年、徐世昌が北京に戻ると、陸宗輿もこれに従い、憲政編査館館員に任じられた。1910年（宣統2年）、資政院議員に選出される。翌年秋には、交通銀行協理、印鋳局局長をつとめた。袁世凱が内閣を組織すると、度支部右丞と副大臣代理を兼ねた。

### 民初外交の現場で
中華民国成立後、総統府財政顧問に任用される。1913年（民国2年）、参議院議員に当選した。同年12月、駐日全権公使として日本に赴任した。
翌年秋に日本が山東出兵を開始すると、陸宗輿は袁世凱の意を受けて中国の中立を日本側に伝達している。1915年（民国4年）1月、大隈重信内閣が対華21ヶ条要求を袁に突きつけてくると、外交部次長曹汝霖が北京で駐華日本公使日置益との交渉に臨む。その一方で陸は、東京で外相加藤高明と会談を重ねた。5月25日、最終的に袁は要求を受諾している。
同年、袁世凱が皇帝即位を図ると、陸宗輿はその意を受けて大隈内閣と交渉し、秘密裏に袁への支持を取り付けた。しかし、次第に袁が護国戦争などで不利な立場になると、大隈内閣は袁への支持を取り消している。1916年（民国5年）6月、袁の死去直後に、陸は本国へ召還された。

### 五四運動での失脚
同年秋、陸宗輿は交通銀行股東会長に就任した。翌年1月、曹汝霖が交通銀行総理に就任すると、西原借款の交渉のため、陸が日本に赴いて首相の寺内正毅と会談している。その後、日本側の要望も入れる形で、陸と駐日公使章宗祥は、段祺瑞に対独宣戦を助言した。
1917年（民国6年）8月、西原借款を運用するために中日合弁の中華匯業銀行が成立すると、陸宗輿がその総経理に就任した。翌年10月、段が下野に追い込まれると、陸はその直前に幣制局総裁に任命されている。1919年4月には、察哈爾竜煙鉄鉱公司督弁も兼任した。陸は曹汝霖と連動する形で交通・財務部門で勢力を拡大し、「新交通系」の指導者と目されるようになった。
しかし、西原借款などの親日的政策は国内世論の反発を買うことになった。同年5月の五四運動において陸宗輿は曹汝霖・章宗祥とともに売国奴と糾弾された。そして、デモ隊が曹の邸宅を襲撃し、章を殴打する事件が起きたが、このとき陸は身を隠して難を避けている。6月、陸は政府の職務を罷免された。しかし、中華匯業銀行総理の地位には留任している。
その後の陸宗輿は臨時参政院参政などを歴任し、北京政府崩壊後は天津や北平に寓居した。1939年（民国28年）1月30日に呉佩孚が「和平救国宣言」を発表した際には、陸も和平救国会連盟の構成員として同宣言に連署している。翌1940年（民国29年）3月、南京国民政府（汪兆銘政権）において、行政院顧問に就任した。
1941年（民国30年）6月1日、北平にて病没。享年66（満64歳）。

## 注
1. ↑  1905年（光緒31年・明治38年）、早稲田大学の推薦校友となった。早稲田大学校友会(1934)、786頁。
2. ↑  「和平救国会宣言を発表 呉氏運動の動向決定 愈々近く開封に出陣」『東京朝日新聞』昭和14年（1939年）1月31日、2面。